# Japanische Medien
Zu den japanischen Medien gehört die gesamte Bandbreite der modernen Kommunikationsmedien wie Zeitungen, Radio, Fernsehen und Internet. Die vier großen japanischen Zeitungen haben mit Abstand die höchste Auflagenstärke weltweit.
Schwierig für die per Funk übertragenen Medien (Radio, terrestrisches Fernsehen, Mobiltelefonie) ist in Japan die Topographie des Landes: Während die Übertragung in den großen Ebenen (Raum Kantō und Kansai) relativ problemlos ist, ist die Versorgung der Gebirgsregionen, immerhin 70 % der Landesfläche, und der Vielzahl der kleinen umliegenden Inseln eine Herausforderung. Die bürokratischen Regelungen sind für Sendeanstalten sehr umfangreich.

## Radio
Landesweit existieren rund 90 Radiosender im UKW-Bereich und über 200 im Mittelwellenbereich. Rund 850 kleinere Stationen dienen der Versorgung entlegener Gebiete.
Der japanische Mittelwellenbereich liegt, wie international üblich, auf einem Band von 530 bis 1600 kHz, der UKW-Bereich jedoch davon abweichend zwischen 76 und 90 MHz, so dass Geräte aus dem Ausland nicht verwendet werden können.
Da Japan nur einen sehr geringen Bevölkerungsanteil nicht-japanischer Muttersprachler hat, senden fast alle Radiosender in japanischer Sprache. In der Nähe von US-amerikanischen Militärbasen ist jedoch das American Forces Network zu empfangen.
Mittelwellensender
1. NHK Radio 1, NHK Radio 2
2. Japan Radio Network (JRN) – wichtigster Sender: TBS radio (TBSラジオ)
3. National Radio Network (NRN) – wichtigste Sender: Nippon Cultural Broadcasting (文化放送) und Nippon Broadcasting System (ニッポン放送)

UKW-Sender
1. NHK-FM
2. Japan FM Network (JFN)—Tokyo FM Broadcasting Co., Ltd.
3. Japan FM League—J-Wave Inc.
4. Mega net—FM Interwave (Inter-FM)

## Fernsehen
Hauptartikel: Fernsehen in Japan

## Zeitungen
Im Jahr 2004 war Japan nach der VR China und Indien der drittgrößte Zeitungsmarkt der Welt, mit 70,4 Mio. verkaufter Exemplare. Bei der Anzahl verkaufter Exemplare pro Einwohner nahm es mit 644 pro 1000 den zweiten Platz nach Norwegen ein.
Alle großen Tageszeitungen Japans sind jeweils mit einem Fernsehsender wirtschaftlich verknüpft, obwohl Radio-, TV- und Zeitungsunternehmen nicht in der Hand einer Person sein dürfen. Über 90 % der Zeitungen werden nach Hause geliefert.
Die fünf großen japanischen Tageszeitungen sind (der Auflagenstärke nach geordnet):
1. Yomiuri Shimbun (読売新聞, gegründet 1874). Mit täglich rund 10 Millionen Exemplaren (Morgen- und Abendausgabe zusammengerechnet) ist die Yomiuri die auflagenstärkste Zeitung der Welt. Die Ausrichtung ist eher konservativ. Ableger der Yomiuri sind die englischsprachige The Daily Yomiuri (Auflage: 44.000) und die Yomiuri Weekly. Der zur Yomiuri gehörende Fernsehsender ist Nippon Television.
2. Asahi Shimbun (朝日新聞, gegründet 1879, Auflage: 8,2 Mio.). Die Asahi ist linksliberal ausgerichtet. In Kooperation mit der International Herald Tribune produziert die Asahi auch eine englischsprachige Ausgabe. Zum Asahi-Konzern gehört auch TV Asahi.
3. Mainichi Shimbun (毎日新聞, gegründet 1872 als Tokyo Nichi Nichi Shimbun, Auflage: 4 Mio.). Die Mainichi ist liberal ausgerichtet. Der zugehörige Fernsehsender ist TBS.
4. Nihon Keizai Shimbun (日本経済新聞, gegründet 1876 als Chūgai Bukka Shimbō, Auflage: 3 Mio.). Wirtschafts-Tageszeitung, politisch neutral bis konservativ. Die zugehörigen Sender sind TV Tokyo und TV Ōsaka. Die Nihon Keizai Shimbun veröffentlicht auch den Nikkei-Index.
5. Die beiden verbündeten Regionalzeitungen Tōkyō Shimbun (東京新聞, Region Kantō) und Chūnichi Shimbun 中日新聞 (Region Chūbu) bilden mit einer zusammengerechneten Auflage von 3,5 Mio. die fünftgrößte Zeitung.
6. Sankei Shimbun (産経新聞, gegründet 1922 als Osaka Shimbun, Auflage: 2 Mio.). Die Sankei ist rechtskonservativ und nationalistisch eingestellt. Der Verlag gehört zur Fuji-Sankei-Gruppe (Fuji TV).

Daneben gibt es eine Reihe von weiteren regionalen Zeitungen wie die Nishinippon Shimbun (西日本新聞) in Kyushu, die Hokkaido Shimbun (北海道新聞) in Hokkaidō, Kahoku Shimpō (河北新報) in Tōhoku. Weitere auf Wirtschaftsthemen spezialisierte Zeitungen wie Nikkan Kōgyō Shimbun haben ebenfalls hohe Auflagen. Neben den englischsprachigen Ausgaben der vier größten Tageszeitungen existiert mit der The Japan Times auch eine Zeitung, die ausschließlich auf Englisch erscheint.
2006 startete die erste OhmyNews außerhalb Koreas, zugleich das erste (Massen-)Medium, das sich von dort nach Japan begab.
Siehe auch: Liste japanischer Zeitungen

## Nachrichtenagenturen
1. Jiji Press (時事通信)
2. Kyodo News (共同通信)